# Ilbars Khan I
Ilbars Khan fou el primer kan uzbek de Coràsmia.
El país (Coràsmia) havia estat conquerit als timúrides per Muhàmmad Xibani, que en va donar el govern a un personatge de nom Kučuk. A finals del 1511 el safàvida Ismail I de Pèrsia va envair el territori i se'n va apoderar i pel tractat del 1512 el kanat Uzbek va renunciar els territoris al sud de l'Oxus incloen Coràsmia, en favor del xa de Pèrsia. Aquest va nomenar tres governadors: un que governava a Hazarasp i Khivà; un altre que governava a Urgendj (la capital) i un tercer que governava a Vesir (o Vezir). Els governants perses eren xiïtes i la població sunnite i els safàvides no foren ben rebuts pel poble; vers el 1513 un religiós de gran fama de nom Husamuddin Katal, va convèncer el poble per cridar com a kan a l'uzbek Ilbars, fill de Bereke Sultan. Descendia d'Arabshah i per això la dinastia fou anomenada arabshàhida.
Ilbars va arribar a Vesir acompanyat del seu germà paralític Balbars; els conspiradors el van mantenir fora de la ciutat fins al moment d'actuar ja no que havien fet res fins a la seva arribada; llavors es van apoderar de les portes de la ciutat i van fer una massacre general de perses; es diu que només un va poder fugir. L'endemà Ilbars fou portat al palau del governador; Ilbars va llegir una proclamació pels habitants dels districtes de Coràsmia, i els uzbeks i els sarts se li van unir en massa. Llavors fou proclamat kan en una data que s'ha discutit. Abu l-Ghazi esmenta l'any 1511 però segurament és un error i la data real estaria entre 1513 i 1515. Les ciutats de Yanghi Shehr i Tersek es van sotmetre a Vesir i de la primera fou nomenat governador Balbars, de mal nom Bilikichy, i un altre governador per Tersek, mentre ell mateix es va establir a Vesir.
El persa que s'havia escapat de la matança es va dirigir a Urgendj i va informar al governador, l'àrab Sultan Kuli que va convocar a la població i va manifestar la se disposició per anar a Vesir, però que li semblava que només havia estat una ràtzia dels uzbeks i que ajudaria als habitants a rebutjar-los. Al cap de tres mesos Ilbars es va presentar a Urgendj i Sultan Kuli li va sortir a donar batalla fora la ciutat, però fou derrotat; Ilbars el va perseguir cap a la ciutat que va poder ocupar i el va capturar i matar amb els seus assistents. Les guarnicions de Khivà i Hazarasp van consultar als habitants sarts
sobre el que calia fer i els sats van optar perquè el perses restessin a les dues ciutats. Abans d'atacar-les Ilbars va convocar una assemblea dels seus begs; Ilbars va explicar que havia anat al país amb pocs seguidors i que era més prudent esperar als seus parents per ajudar-lo; els begs hi van estar d'acord excepte un ancià dels uigurs que va explicar que entre els uzbeks la grandesa d'una sobirà depenia de l'amor pels seus súbdits i el nepotisme en canvi no presagiava res de bo, el que significava que valia més recompensar als que havien lluitat des del començament i no als parents llunyans; la posició de l'ancià fou adoptada i es va acordar anar a buscar reforços al Deixt Quiptxaq (el país kazakh). Els quatre fills de Yadigar Khan (Bereke Sultan i els seus tres germans Abulek, Aminek i Abak) havien mort però quedaven els seus nets i un fill d'Abulek i sis fills d'Aminek aviat es van reunir a Ilbars, cadascun amb la seva família i les tribus, i es van establir a Urgendj mentre Ilbars va romandre a Vesir.
Tot seguit es va devastar la rodalia de Khivà i d'Hazarasp; els defensors d'aquests dues ciutat de la de Kath, es van retirar i van caure en mans dels uzbeks. Tot seguit van decidir atacat als perses cap als sud, al Khurasan. Howorth diu que els atacas a aquest territori es van fer quan el xa Ismail I de Pèrsia ja era mort (per tant després del 1523); els governadors de Maimana i Deran van fugir el que va permetre als uzbeks apoderar-se de tota la zona i crear un important domini, des del qual podien fer ràtzies al Khurasan. En aquestes incursions es va destacar la figura del paralític Balbars, que posat sobre un carro tirat per cavalls, va participar en les ràtzies al capdavant de les tropes; alguns governadors i caps tribals turcmans va acceptar pagar tribut i altres van romandre hostils. Balbars va morir un temps després seguit al cap de molt poc per Ilbars. La mort d'aquest no obstant el que abans s'ha dit, està datada normalment el 1518. Per manca de fonts solvents hi ha molta confusió sobre les dates.
Ilbars va deixar set o vuit fills, tots els quals portaven el títol de Ghazi (per les seves victòries sobre els perses xiïtes); en canvi tots els fills de Balbars foren anomenats Haji (Pelegrins). Com que el príncep més gran viu era el fill de Balbars, Sultan Haji, aquest fou proclamat kan segons el costum uzbek.